# Privat-Post „Hansa“

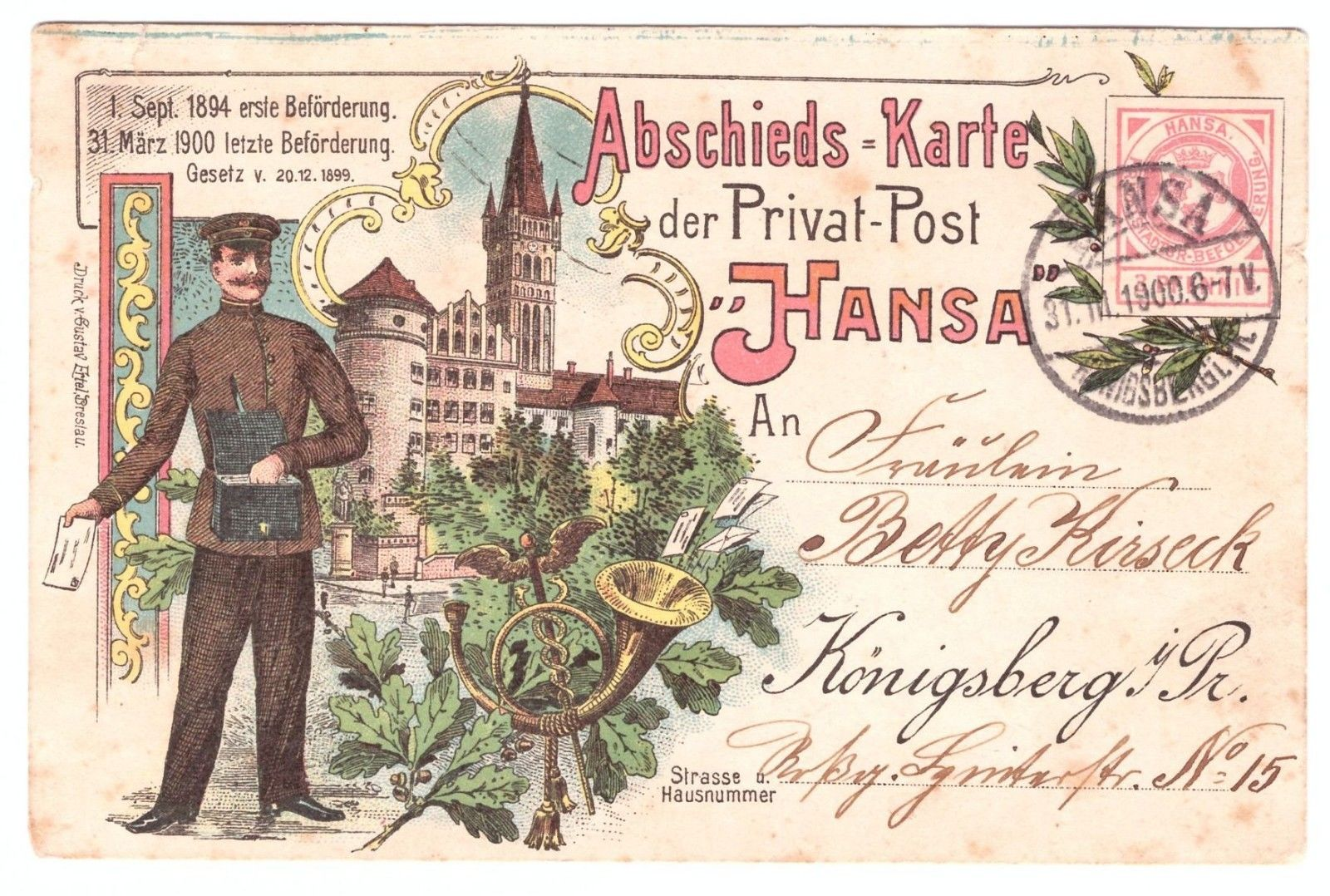
Hansapost-Abschiedskarte

Privat-Post „Hansa“ war ein privates Postunternehmen im Deutschen Reich, das vom 1. September 1894 bis zur Errichtung des Postmonopols am 31. März 1900 bestand. In den Jahren 1886 bis 1900 gab es mehr als 250 Privatpostanstalten in etwa 170 Städten und Orten des Deutschen Reichs. Dies wurde am 31. März 1900 zwangsweise beendet. Die Etablierung des Postmonopols kostete das Deutsche Reich 8,2 Millionen Goldmark. Darunter fiel auch die Privat-Post „Hansa“.

## Geschichte
Die gesetzliche Zulassung der Privatpostanstalten war eine Folge des Deutschen Krieges. Die neuen preußischen Gebiete, das Königreich Hannover, die Herzogtümer Schleswig und Holstein, das Herzogtum Nassau, das Kurfürstentum Hessen-Kassel, die Freie Stadt Frankfurt und schließlich die Posthoheit der Fürsten von Thurn und Taxis, zwar ohne eigenen Staat, aber mit zahlreichen Niederlassungen wie z. B. dem Oberpostamt in Frankfurt, waren eine Realität. Die anderen Staaten im Norddeutschen Bund wurden gedrängt, auf die Posthoheit zu verzichten.
Bei den Beratungen für dieses Postgesetz wurde auch gefordert, das staatliche Postmonopole fallen zu lassen. Im Postgesetz des Norddeutschen Bundes vom 2. November 1867 sah schließlich zum Vergleich:
§ 1
Die Beförderung
1) aller versiegelten, zugenähten oder sonst verschlossenen Briefe,
2) aller Zeitungen politischen Inhalts, welche öfter als einmal wöchentlich erscheinen,
gegen Bezahlung von Orten mit einer Postanstalt nach anderen Orten mit einer Postanstalt des In- oder Auslandes auf andere Weise, als durch die Post, ist verboten.
Erlaubt war somit ohne Einschränkung jegliche Privatbeförderung innerhalb der Ortsgrenzen, nach außerhalb unterlagen nur verschlossene Briefe dem staatlichen Monopol. Diese Bestimmungen wurden unverändert in das Reichspostgesetz vom 28. Oktober 1871 übernommen.
Für die Reichspost war die private Konkurrenz unlieb und fordere das Postmonopol in den Reichsgrenzen.
Für das Stadtgebiet Königsberg etablierte sich exemplarisch 1894 die Privat-Post Hansa in der Koggenstraße. Sie wurde im Vergleich zu anderen Städten gut geführt. 1899 hatte sie einen Gesamtumsatz von mehr als 2,5 Millionen Sendungen bei 165 Briefkästen (25 mehr als die Reichspost). Am 31. März 1900 wurden die Privatposten aufgelöst. Eine illegale Schülerpost mit beträchtlichem Umsatz und 287 verschiedenen Briefmarken bestand in Königsberg weiterhin von 1917 bis 1923.
Nach Beratungen im Reichstag gelang es der Reichspost schließlich mit Gesetz vom 20. Dezember 1899, jede private Briefbeförderung mit Wirkung ab 1. April 1900 verbieten zu lassen. Dieses Gesetz regelte aber auch die zu leistenden Entschädigungen: Für die Unternehmer nach tatsächlichem Schaden und entgangenem Gewinn, für die Boten nach Dauer ihrer Beschäftigung und Höhe des Einkommens, sofern sie nicht in den Reichspostdienst übernommen wurden. Boten, die seit 1886 bei der Privatpost tätig waren, kamen so auf eine Abfindung von mehr als drei Jahresgehältern.
Die damals noch bestehenden drei deutschen Postverwaltungen hatten an Entschädigungen für Unternehmer und nicht übernommene Boten folgende Gesamtzahlungen zu leisten:
- Deutsche Reichspost: 7.450.000 Mark,
- Kgl. Bayerische Post: 440.000 Mark,
- Kgl. Württembergische Post: 320.000 Mark

__________________________________________
- zusammen ca. 8.200.000 Mark